# Metodista templom (Monmouth)
A monmouthi metodista templom a walesi város központjában, a St. James’Street egyik beugró udvarában áll. George Vaughan Maddox tervei alapján épült fel 1837-ben. Többször is átépítették, így az eredeti épületnek mindössze a karzatai, az orgonakarzata és a szószéke maradt fenn. Abban az időszakban épült, amikor a város nem támogatta kimondottan az új egyházak térhódítását, s emiatt egy udvar végében épült fel, távol az utca zajától és a járókelők figyelmétől. Egyike a monmouthi örökség tanösvény huszonnégy állomásának. Az épület II*. kategóriás brit műemlék (British Listed Building).

## Története
A metodisták a 18. század elején jelentek meg Monmouthban, közösségük a hagyományos egyházak rovására gyors ütemben növekedett. Ennek ellenére a lakosság nagy része kétkedve fogadta érkezésüket, papjaikat több esetben kővel dobálták meg. 1840-ben Hay-on-Wye mellett egy szabadtéri istentiszteleten halálosan megsebesítettek egy metodista prédikátort. Mindezek ellenére a közösség növekedett és megalapították első kápolnájukat egy Church Streetbe torkolló kis sikátorban, a Bell Streeten (egykoron Inch Lane). John Wesley először 1779-ben prédikált a városban, majd később még négy alkalommal visszatért. Mivel a kápolna kicsinynek bizonyult, egy nagyobbat építettek a Weirhead Streeten. Végül ez a kápolna is kicsinynek bizonyult, s ekkor döntöttek a jelenlegi templom építéséről. Tervezőnek George Vaughan Maddox helyi építészt kérték fel, aki többek között a The Hendre udvarházon is dolgozott. A háromszáznegyven férőhelyes, impozáns homlokzatú templomot 1837-ben építették fel. A homlokzatot Maddox ión oszlopokkal díszítette és a György-korabeli stílusnak megfelelően a földszinti ablakokat félköríves, míg az emeletieket háromszögű ablakfelsőrészekkel látta el. A templom összképét javítja az utólag hozzáépített előcsarnok is. A szószéket 1885-ben lejjebb engedték. Ugyanekkor a templom padlóját is megemelték két lábnyival. Emiatt a belső oszlopoknak eltűnt az alapja.
Peter Mackenzie tisztelendő atyát választották a templom első prédikátorává. Mackenzie Burnleyből érkezett. Korábban a gloucestershire-i Colefordban élt feleségével és két gyermekével. Szoros kapcsolatot ápolt a metodista közösség számos tagjával és prédikációit „groteszk és vicces történetei” tették híressé városszerte. Egy Mrs. Bullock nevű helyi úrhölgy egy alkalommal megjegyezte, ha sikerül megtölteni emberekkel a templomot, megajándékozza a gyülekezetet egy orgonával. Amikor mindez teljesült, állta a szavát és támogatásával felszerelték az új orgonát.
A helyi Pevsner Architectural Guide szerint „a templom belsője kivételesen szép példája a 19. századi kápolnáknak, koherens építészeti alkotás.”
A templommal szemben, a St. James’s Street túloldalán áll az egykori Queen’s Head fogadó, amelyik szintén a metodista közösség tulajdona.
A templomban hetente tartanak reggeli és esti, havonta egyszer pedig családi istentiszteleteket. A monmouthi metodista templom a Newport és Alsó-Wye körzethez tartozik, Trellech, Broadoak, Llancloudy és Gworn y Saint templomaival együtt.